# Grzybówka gorzka
Grzybówka gorzka (Mycena erubescens Höhn.) – gatunek grzybów z rodziny grzybówkowatych (Mycenaceae).

## Systematyka i nazewnictwo
Pozycja w klasyfikacji według Index Fungorum: Mycena, Mycenaceae, Agaricales, Agaricomycetidae, Agaricomycetes, Agaricomycotina, Basidiomycota, Fungi.
Gatunek ten opisał w Franz Xaver Rudolf von Höhnel 1913 r. Synonimy: 
- Mycena erubescens f. alba Robich 2005
- Mycena erubescens f. pumila Robich 2016
- Mycena fellea J.E. Lange 1914

Nazwę polską nadała Maria Lisiewska w 1987 r.

## Morfologia
Kapelusz
Średnica 5–15 mm, kształt półkulisty, stożkowaty lub dzwonkowaty, płytko bruzdowany, półprzezroczyście prążkowany. Powierzchnia oprószona, aksamitna, niebieskawa do niebieskawo-szarobrązowej, ciemniejsza w środku, lub ciemnobrązowa z niebieskawo-czarnym środkiem. W stanie suchym blaknie do bladobrązowej z nieco ciemniejszym środkiem.
Blaszki
W liczbie 15–21 dochodzących do trzonu, wąsko przyrośnięte, sporadycznie zbiegające ząbkiem, o barwie od białej do szaro-białej, czasami jasnobrązowe. Ostrza jaśniejsze, niekiedy z czerwonymi plamkami.
Trzon
Wysokość 10–45 mm, grubość 0,5–1,5 mm, walcowaty, pusty w środku, prosty lub nieco wygięty. Powierzchnia oprószona, błyszcząca, nieco chrzęstna, początkowo szarobrązowa do brązowej z niebieskawym wierzchołkiem, następnie szaro-brązowa do ciemnobrązowej. Po uszkodzeniu wydziela wodniste, białawe mleczko. Podstawa pokryta długimi, białymi włókienkami.
Miąższ
Czasami lekko czerwieniejący po przecięciu. Zapach niewyraźny. Smak bardzo gorzki.
Cechy mikroskopowe
Podstawki 22–28 × 8–11 µm, maczugowate, 2-zarodnikowe, rzadko 4-zarodnikowe, z pulchnymi sterygmami o długości 7–10 µm. Zarodniki 7,8–12 × 6,5–9 µm, szeroko elipsoidalne, gładkie, amyloidalne. Cheilocystydy 20–46 × 8–19 µm, tworzące sterylne pasmo, pokryte kilkoma lub licznymi grubymi, prostymi lub rozgałęzionymi wypukłościami o wymiarach 3,5–11 × 1,5–2,5 µm. Morfologicznie są bardzo zmienne; wrzecionowate, maczugowate, zwężone do krótszej lub dłuższej szyjki, lub o wszelkiego rodzaju kształtach pośrednich. Pleurocystydy liczne, wrzecionowate, często dłuższe od cheilocystyd. Strzępki włosków o szerokości od 1,5–3,5 µm, pokryte mniej lub bardziej zakrzywionymi, prostymi lub rozgałęzionymi, cylindrycznymi naroślami o wymiarach 2–15 × 1–2 µm. Strzępki w skórce trzonu o szerokości 1,5–3,5 µm, dość skąpo pokryte cylindrycznymi, prostymi lub sporadycznie rozgałęzionymi, prostymi do zakrzywionych, wypukłościami 2–15 × 1–2 µm. Sprzążek na ogół brak, ale występują u form 4-zarodnikowych.

## Występowanie i siedlisko
Mycena erubescens znana jest tylko w niektórych krajach Europy. Władysław Wojewoda w zestawieniu grzybów wielkoowocnikowych Polski w 2003 r. przytacza 10 stanowisk z uwagą, że rozprzestrzenienie i stopień zagrożenia nie są znane. 
Grzyb saprotroficzny. Występuje w lasach iglastych i liściastych, na opadłych liściach i martwych gałęziach drzew i resztkach drzewnych. Owocniki od maja do listopada.

## Gatunki podobne
Charakterystycznymi cechami grzybówki gorzkiej są: gorzki smak wodnisty mleczny płyn w trzonie, miąższ bardziej lub mniej czerwieniejący pod wpływem powietrza, uderzająco zmienne cheilocystydy, pleurocystydy wrzecionowate, często wypełnione refrakcyjnymi kulkami, szeroko pipetowate zarodniki.